# Riera de Santa Coloma
Riera de Santa Coloma är ett vattendrag i Spanien. Det ligger i den östra delen av landet, 500 km öster om huvudstaden Madrid.